# Theys Hiyo Eluay
Ondofolo Dortheys Hiyo Eluay, född 3 november, 1937, död 10 november 2001, efter att ha blivit kidnappad och mördad av en elitgrupp inom den Indonesiska militären, ledare för Papua Presidium Council (PPC) 1994-30 maj 1997, som kämpade för ett fritt Västpapua.